# (Life Is a) Dead End
Pour les articles homonymes, voir Dead End.
(Life Is a) Dead End, ou simplement Dead End, est un groupe de punk rock français, originaire de Strasbourg, en Alsace. La style musical du groupe se caractérise par un chant new wave parfois apparenté par la critique à celui de Robert Smith, de The Cure.

## Biographie
(Life Is a) Dead End se traduit en français par « (La vie est une) impasse ». Dead End est formé en 1996 par le chanteur et guitariste Wattie (ex Obnoxious!). Le groupe signe pour 2 albums et plusieurs compilations sur le label Dialektik Records (label du groupe Zabriskie Point), dès 1997.
En 2001, Wattie arrête le groupe à la suite de tensions entre les membres et ne le reforme que quelques années plus tard avec de nouveaux membres. En 2003, le troisième album, Good Moaning, ne sortira pas dans le commerce à la suite du dépôt de bilan du label Dialektik Records. Fortement ébranlé par cette situation, Dead End tarde à revenir au-devant de la scène. Le groupe réapparaît brièvement en 2006 pour une poignée de concerts. Le 28 novembre jusqu'au 14 décembre 2007, Wattie participe au jeu télévisé animé par Nagui, diffusé à 12 h sur France 2. Il est resté 14 participations à l'antenne en tant que champion de Tout le monde veut prendre sa place[réf. nécessaire].
En 2010, sous une nouvelle formation, Dead End publie un album, intitulé Clusterfucktabulous! (qui se traduit par « Joyeux merdier »), faisant référence à la complexité rencontrée par Wattie et ses acolytes pour sortir ce quatrième album. Il est publié sur la propre structure du groupe nommée Crucifux Records,.
En août 2015, Wattie, désormais seul aux commandes de Dead End, lance un crowdfunding et récolte les fonds nécessaires 60 jours plus tard pour la réalisation d'un 5e album. Entouré de Bastiaan Sluis (batterie), Thomas Ketterer (basse), Julien Masquelier (solos de guitare additionnels), et David Husser (production) l'album sortira en juillet 2017 sous le nom de Suicide notes. Un CD de 6 titres inédits sera aussi enregistré sous le nom de Suicide Tracks et sortira en édition limitée à 300 exemplaires à la même date que l'album.

## Discographie
- 1997 : Unhappy Birthdeath (EP ; Dialektik Records)
- 1998 : Ain't no Cure (Dialektik Records) - CD album
- 1999 : Dark Inside (Dialektik Records)  - CD album
- 2003 : Good Moaning (Dialektik Records, Crucifux Records)  - CD album
- 2010 : Clusterfucktabulous! (Crucifux Records) - CD album
- 2017 : Suicide notes (Crucifux Records) - CD album
- 2017 : Suicide tracks (Crucifux Records) - CD 6 titres inédits